# Sidney Grahn
Sidney Lennart Grahn, född 3 juni 1931, död 8 februari 2006 i Helsingborg, var en svensk redaktör och fackboksförfattare.
Grahn började som reporter på Nordvästra Skånes Tidningar i Ängelholm och senare vid samma tidning i Helsingborg, på Kvällsposten och på Helsingborgs Dagblad. Han var därefter reporter och senare redaktionssekreterare på den av Åhlén & Åkerlunds förlag i Stockholm utgivna Bildjournalen och rekryterades av Allers förlag i Helsingborg med uppdrag att starta Hänt i Veckan. Han var 1968–1969 chefredaktör för ungdomstidningen Hej!, utgiven av samma förlag. Han reste därefter till Indien och var efter återkomsten till Sverige först redaktionssekreterare på Allers och därefter chefredaktör och ansvarig utgivare för damtidningen Femina 1972–1974. Åren 1974–1976 var han verksam i Polen som frilansande korrespondent för bland andra Svenska Dagbladet. Han var därefter reseredaktör för Allhem/Tifas förlag i Malmö och frilansade därefter för olika tidningar och tidskrifter. På 1980-talet blev han konstredaktör för Nationalencyklopedin på bokförlaget Bra Böcker samtidigt som han verkade som frilansjournalist och som författare av fackböcker.